# الطنبغا المارداني
الأمير علاء الدين ألطُنْبُغا المارِدانيّ الناصريّ الساقي كان أحد مماليك السلطان الناصر محمد بن قلاوون، وقد لقي من السلطان معاملة طيبة، إذ عينه حاملا للكأس، ثم رئيسا الطبلخانة (الموسيقى العسكرية)، خلال فترة وجيزة. وعينه السلطان بعد ذلك أميرا لمائة ومقدم ألف، وزوجه ابنته. توفي في سوريا (744هـ - 1343م).

## حياته
وصـف المارداني بالشباب والوسامة وطول القامة والعطف والكرم. اشتراه الناصر وكان صغيراً فاختص به ورقاه وزوجه ابنته وهو الذي عمر الجامع بالتبانة وأنفق عليه مالاً كثيراً ثم صارت منزلته عند المنصور أبي بكر أعظم مما كنت عند أبيه فلما أمسك واستقر الأشرف كان هو أعظم الأسباب في إمساك قوصون والطنبغا الحاجب.
وبوفاة السلطان الناصر، خلفه ولده السلطان المنصور أبو بكر، الذي سجن المارداني في عام 743هـ (1341م). ولكن السلطان أبو بكر نفسه سرعان ما عـزل على يد شقيقه السلطان الأشرف كجك، وأطلـق سراح المارداني في ذات العام. ثم أخرج في دولة الصالح إسماعيل على خمسة أرؤس من خيل البريد إلى حماة نائباً في شهر ربيع الأول سنة 743هـ فأقام بها شهرين ثم نقل إلى نيابة حلب في رجب فاستمر بها إلى أن مات في أول صفر سنة 744هـ.

## مسجد ألطُنبُغا المارداني
بدأ المارداني الساقي في بناء مسجده سنة 739هـ-1338. وانتهى منه في 740هـ-1340. ويتكون من أربعة إيوانات تحيط بصحن مكشوف وله ثلاثة أبواب. الباب الغربي من الأبواب الجميلة وله مقرنصات متقنة، كتب عليه تاريخ البدء في البناء. محرابه يعتبر من المحاريب الجامعة بين جمال الشكل ودقة الصنع يعلوه قبة ذات مقرنصات. سقوف المسجد تعتبر من أجمل النماذج المزخرفة والمذهبة، وكذلك المنبر. يتوسط الصحن نافورة نقلتها إليه لجنة حفظ الآثار (1895-1905) حينما قامت بإصلاح المسجد، ومهندس المسجد هو المعلم ابن السيوفي رئيس المهندسين في دولة الناصر محمد بن قلاوون.
وعلى باب المسجد الرئيسي في الجهة البحرية، كتب فوقه: (بسم الله الرحمن الرحيم ، إنما يعمر مساجد الله، من آمن بالله واليوم الآخر". يعتبر إيوان المسجد الشرقي من روائع فنون النقش والتذهيب، الذي يتحلى به سقفه، أما وزرة هذا الإيوان فمن الرخام الملون، عليها كتابات محفورة بالصدف، وبينها دوائر دقيقة كتب فيها بالخط الكوفي: " يا أيها الذين آمنوا اركعوا واسجدوا واعبدوا ربكم وافعلوا الخير لعلكم تفلحون". وإلى يمين المنبر ثبتت لوحة رخامية نقش فيها اسم مشيد الجامع وعام الانتهاء من بنائه جاء فيها: " بسم الله الرحمن الرحيم، أنشأ هذا الجامع المبارك العبد الفقير إلى الله تعالى الراجي عفو ربه، الطنبغا الساقي الملكي الناصري. وذلك في شهور سنة أربعين وسبعمائة، وصلى الله على سيدنا محمد وصحبه وسلم"